# Домашний чемпионат Великобритании 1969/1970
Домашний чемпионат Великобритании 1969/70 (англ. 1969–70 British Home Championship), или Домашний международный чемпионат 1969/70 (англ. 1969–70 Home International Championship) — семьдесят пятый розыгрыш Домашнего чемпионата, футбольного турнира с участием сборных четырёх стран Великобритании (Англии, Шотландии, Уэльса и Северной Ирландии). «Разделённую» победу в турнире одержали сборные Англии, Уэльса и Шотландии.
Как и предыдущий розыгрыш, турнир стартовал весной в концовке клубного сезона. Первый тур прошёл 18 апреля 1970 года: Уэльс в Кардиффе сыграл вничью с Англией (1:1), а Северная Ирландия в Белфасте уступила Шотландии (0:1). 21 апреля англичане в Лондоне обыграли североирландцев (3:1), а на следующий день шотландцы в Глазго сыграли безголевую ничью с валлийцами. 25 апреля Англия сыграла вничью с Шотландией (0:0), а Уэльс обыграл Северную Ирландию (1:0). Сразу три команды набрали равное количество очков и «разделили» победу (дополнительные критерии вроде разницы голов тогда ещё не учитывались, иначе единоличную победу одержала бы сборная Англии).

## Турнирная таблица
| Поз | Команда           | И | В | Н | П | МЗ | МП | РМ | О |
| --- | ----------------- | - | - | - | - | -- | -- | -- | - |
| 1   | Англия (Ч)        | 3 | 1 | 2 | 0 | 4  | 2  | +2 | 4 |
| 1   | Уэльс (Ч)         | 3 | 1 | 2 | 0 | 2  | 1  | +1 | 4 |
| 1   | Шотландия (Ч)     | 3 | 1 | 2 | 0 | 1  | 0  | +1 | 4 |
| 4   | Северная Ирландия | 3 | 0 | 0 | 3 | 1  | 5  | −4 | 0 |

## Результаты матчей
| Уэльс          | 1:1     | Англия |
| -------------- | ------- | ------ |
| Крживицкий 40′ | (отчёт) | Ли 71′ |

| Северная Ирландия | 0:1     | Шотландия |
| ----------------- | ------- | --------- |
|                   | (отчёт) | О’Хэр 58′ |

| Англия                                    | 3:1     | Северная Ирландия |
| ----------------------------------------- | ------- | ----------------- |
| - Питерс 6′ - Херст 57′ - Б. Чарльтон 81′ | (отчёт) | Бест 50′          |

| Шотландия | 0:0     | Уэльс |
| --------- | ------- | ----- |
|           | (отчёт) |       |

| Шотландия | 0:0     | Англия |
| --------- | ------- | ------ |
|           | (отчёт) |        |

| Уэльс   | 1:0     | Северная Ирландия |
| ------- | ------- | ----------------- |
| Рис 36′ | (отчёт) |                   |

## Победители
| Победитель Домашнего чемпионата 1969/70 |
| Англия Сорок пятый титул                |

| Победитель Домашнего чемпионата 1969/70 |
| Уэльс Двенадцатый титул                 |

| Победитель Домашнего чемпионата 1969/70 |
| Шотландия Тридцать седьмой титул        |

## Бомбардиры
- 1 гол
  -  Фрэнсис Ли
  -  Мартин Питерс
  -  Джефф Херст
  -  Бобби Чарльтон
  -  Джордж Бест
  -  Дик Крживицкий[англ.]
  -  Ронни Рис[англ.]
  -  Джон О’Хэр